# エリート (テレビドラマ)
『エリート』（スペイン語: Élite、表記: É L I T Ǝ）は、カルロス・モンテロとダリオ・マドロナが制作・脚本を担当、ラモーン・サラザールとダニ・デ・ラ・オルデンが監督するスペインのティーンドラマ・ウェブTVシリーズ。エリート学生達が通う私立高校が舞台のエロティック・学園サスペンス。シーズン1は2018年10月5日にNetflixで世界に向けて配信。シーズン2は2019年9月6日に配信。シーズン3は2020年3月13日から配信。シーズン4は2021年6月18日から配信。

## あらすじ
労働者階級のサムエル、ナディア、クリスチャンは、通っていた公立高校が原因不明の事故により崩落してしまう。建設会社によって奨学金を与えられた彼らは新しい学校へ転校するが、そこはスペインで最も排他的な、エリート階級の生徒達が通う私立学校だった。
転校当初は煙たがられていた3人だったが、やがてサムエルは反抗的な態度のマリナと仲良くなり、彼女の父親がかつての学校崩落に関わっていることを知る。ナディアは、マリナのカリスマ的で傲慢な双子の兄・グスマンに近づき、ガールフレンドのルーはナディアの処女を奪うことをけしかける。クリスチャンは貴族家系の許嫁カップル、ポーロとカーラの強固な関係に足を踏み入れる。
学校の外では、ナディアの弟・オマールが密かに麻薬を売って自由に暮らしているが、ほどなくして学校の有名なテニスプレーヤーでグスマンとポーロの親友のアンデルと親密になり、秘密の関係に身を投じていく。マリナとサムエルが付き合い始めた頃、刑務所から出所し借金を返済するため金を稼ごうとしているサムエルの兄、ナーノが現れる。それぞれの人間関係が深まっていくに連れ、彼ら全員がライフスタイル・憤り・嫉妬・性的な衝動の渦に巻き込まれていくことになる。
シーズン1では、第1話の冒頭で、視聴者はこの学校で殺人事件が起こったことを知る。時間がさかのぼり、サムエル、ナディア、クリスチャンが転校してくる場面から物語は始まる。そこからどのような経緯で殺人が起こってしまったのか、また犯人は誰なのかが少しずつ解き明かされ、最終話で事件の全容が判明する作りのドラマとなっている。
シーズン2では、殺人事件後に嘆き苦しむ彼らのうち、とある1人の生徒が失踪する事件が発生する。失踪にまつわる謎と、彼らの人間関係がたくさんの嘘によって少しずつ崩壊していくさまを描いている。

## キャスト

### メインキャスト
サムエル
演 - イツァン・エスカミーリャ
転校生の1人。引っ込み思案でマリナが好き。
ナディア
演 - ミナ・エル・ハマニ
転校生の1人。宗教的な慣習に悩まされる。
クリスチャン
演 - ミゲル・エラン
転校生の1人。明るい性格でナルシスト。
マリナ
演 - マリア・ペドラサ
反抗的な態度の少女。殺人事件の被害者となる。
グスマンの妹。
グスマン
演 - ミゲル・ベルナルドゥ
マリナの傲慢な兄。労働者階級を嫌う。
ルクレティア(愛称:ルー)
演 - ダナ・パオラ
グスマンの彼女。ナディアに彼氏をけしかける。
ナーノ
演 - ジェイミー・ロレンテ
サムエルの兄。刑務所から出所。
ポーロ
演 - アルヴァロ・リコ
グスマンの親友。カーラの彼氏。
カーラ
演 - エステル・エルパソ
女公爵の娘。ポーロの許嫁。
アンデル
演 - アーロン・パイパー
グスマンの親友。性的な秘密を抱えている。
オマール
演 - オマール・アユソ
ナディアの弟。ドラッグの売人。

### シーズン2～
レベカ
演 - クラウディア・サラス
宝くじが当選して引っ越してきた少女。
カエタナ
演 - ジョージーナ・アモロス
SNSで裕福な生活ぶりをアピールする転校生の少女。
ヴァレリオ
演 - ホルヘ・ロペス
ルーの腹違いの弟。ドラッグ依存。

### その他
女性警察官
演 - アンノワ・サンタマリア
生徒達を尋問している。
パイラー
演 - イレーネ・アルコス
サムエルとナーノの母親。
ユセフ
演 - アブデラティフ・ワイダー
ナディアとオマールの父親。
ファラー
演 - イマン・シェーナ
ナディアとオマールの母親。
アズセナ
演 - エリサベット・ゲラバート
学校の校長。アンデルの母親。
アントニオ
演 - アルフレド・ヴィーラ
テニスコーチ。アンデルの父親。
ベンチュラ
演 - ラモーン・エスキナ
マリナとグスマンの父親。
ローラ
演 - ロシオ・ムニョス・コボ
マリナとグズマンの母親。
ベアトリス
演 - ローラ・マルセリ
殉教者。カーラの母親。
テオドロ
演 - ルーベン・マルティネス
ベンチュラのビジネスパートナー。カーラの父親。
アンドレア
演 - リズ・ロバート
機関誌のCEO。ポーロの母親の1人。
マーティン
演 - ジョージ・サスクエット
教師。
パブロ
演 - アルベルト・バルガス
マリナの元彼氏。

## エピソード

### シーズン1
| 通算 話数 | タイトル                       | 原題                   | 監督                                  | 脚本                                  | 公開日        |
| --- | ------------------------------ | ---------------------- | ------------------------------------- | ------------------------------------- | ------------- |
| 1 | "ラス・エンシナス高へようこそ" | "Bienvenidos"          | ラモーン・サラザール                  | カリオス・モンテロ / ダリオ・マドロナ | 2018年10月5日 |
| 公立高校が崩落し、建設会社は事態収拾とイメージ回復のため、被害を受けた3人の生徒にスペイン随一のエリート私立高校への奨学金を提供する。            |                                |                        |                                       |                                       |               |
| 2 | "欲望"                         | "Deseo"                | ダミ・デ・ラ・オルデン                | カリオス・モンテロ / ダリオ・マドロナ | 2018年10月5日 |
| 学校の課題を通し、距離を縮めるマリナとサムエル。ナディアを誘うよう促されたグスマン。そしてクリスチャンはある秘密を知りショックを受ける。         |                                |                        |                                       |                                       |               |
| 3 | "狂った週末"                   | "Sábado noche"         | ラモーン・サラザール                  | カリオス・モンテロ / ダリオ・マドロナ | 2018年10月5日 |
| サムエルがパーティーを開き、ナーノはマリナといい仲に。ドラッグが入ったサングリアで、級友たちはおかしくなり、ナディアはグスマンに失望する。       |                                |                        |                                       |                                       |               |
| 4 | "愛に溺れて"                   | "El amor es una droga" | ラモーン・サラザール                  | カリオス・モンテロ / ダリオ・マドロナ | 2018年10月5日 |
| ナディアに許してもらいたいグスマン。打ち解けていくポーロとクリスチャン。先生にある条件をちらつかせるルー。借金返済のため、ナーノは危険な手段に。 |                                |                        |                                       |                                       |               |
| 5 | "ウソばかりの世界"             | "Todos mienten"        | カリオス・モンテロ / ダリオ・マドロナ | カリオス・モンテロ / ダリオ・マドロナ | 2018年10月5日 |
| マリナはナーノに借金返済の解決策を提案する。ルーはナディアの前でわざとある計画をもらす。オマールはアンデルが2人の関係を口外したことを知る。      |                                |                        |                                       |                                       |               |
| 6 | "好転する世界"                 | "Todo va a salir bien" | ダニ・デ・ラ・オルデン                | カリオス・モンテロ / ダリオ・マドロナ | 2018年10月5日 |
| 腕時計の一つがある秘密を握っていることを知るナーノ。マリナのドラッグが見つかり、妊娠発覚が新たな問題を生む。クリスチャンにあるオファーが。       |                                |                        |                                       |                                       |               |
| 7 | "崩壊する世界"                 | "Todo estalla"         | ラモーン・サラザール                  | カリオス・モンテロ / ダリオ・マドロナ | 2018年10月5日 |
| カーラはマリナが盗難事件に関わっているのではないかと疑い出す。オマールの父は息子の将来を計画。グスマンは妹の抱える秘密を知り、報復に出る。       |                                |                        |                                       |                                       |               |
| 8 | "疑われない者"                 | "Assilah"              | ラモーン・サラザール                  | カリオス・モンテロ / ダリオ・マドロナ | 2018年10月5日 |
| 悲劇が起きた瞬間が明らかに。厳しい決断を迫られるクリスチャン。容疑者が逮捕されるが、喪失感に苛まれたグスマンは自暴自棄に陥ってしまう。           |                                |                        |                                       |                                       |               |

### シーズン2
| 通算 話数 | タイトル       | 原題                    | 監督                                  | 脚本                 | 公開日       |
| --- | -------------- | ----------------------- | ------------------------------------- | -------------------- | ------------ |
| 1 | "失踪後20時間" | "20 horas desaparecido" | ラモーン・サラザール                  | ダリオ・マドロナ     | 2019年9月6日 |
| 新たな生徒が、ラス・エンシナスへ転入。妹を亡くし、怒りを抑えられないグスマン。秘密を抱えて苦しむクリスチャン。ある生徒が、こつ然と姿を消す。   |                |                         |                                       |                      |              |
| 2 | "失踪後34時間" | "34 horas desaparecido" | ラモーン・サラザール                  | カリオス・モンテロ   | 2019年9月6日 |
| マリナの死の真相を追うサムエルは、カーラに接近する。ルーはSNSで多くのフォロワーを持つカエタナと友達になり、2人でパーティーを開くことに。       |                |                         |                                       |                      |              |
| 3 | "失踪後36時間" | "36 horas desaparecido" | ラモーン・サラザール                  | ブレイロ・コーラル   | 2019年9月6日 |
| ナディアは、巧みにグスマンを酒やドラッグから遠ざけようとする。レベカの母は、サムエルに仕事を提案。ポーロとアンデルは、腹を割って話し合う。     |                |                         |                                       |                      |              |
| 4 | "失踪後59時間" | "59 horas desaparecido" | ラモーン・サラザール                  | シルヴィア・クィアー | 2019年9月6日 |
| 友人たちに自白を迫られ、罪悪感に苦しむポーロ。カエタナは、秘密をバラすと母に迫られる。アンデルとグスマンは、それぞれ恋人と口論になってしまう。 |                |                         |                                       |                      |              |
| 5 | "失踪後63時間" | "63 horas desaparecido" | カリオス・モンテロ / ダリオ・マドロナ | シルヴィア・クィアー | 2019年9月6日 |
| カエタナの秘密を知り、彼女に意地悪をするレベカ。サムエルは、驚くべき光景を目撃。ハロウィーンの夜、パーティーで予期せぬ事態が巻き起こる。       |                |                         |                                       |                      |              |
| 6 | "失踪後66時間" | "66 horas desaparecido" | シルヴィア・クィアー                  | カリオス・C・トーム  | 2019年9月6日 |
| ナディアを脅迫するルー。サムエルは、カーラに大きな不信感をぶつける。そして現在、グスマンは失踪事件について警察から事情聴取を受けていた。       |                |                         |                                       |                      |              |
| 7 | "失踪後84時間" | "84 horas desaparecido" | ダニ・デ・ラ・オーデン                | アヴリル・ザモーラ   | 2019年9月6日 |
| ルーはカエタナの慈善パーティーの準備を手伝うが、彼女の秘密を知ってしまう。オマールは、サムエルに忠告をする。グスマンは、親友に疑念を抱く。     |                |                         |                                       |                      |              |
| 8 | "失踪後0時間"  | "0 horas desaparecido"  | ダニ・デ・ラ・オーデン                | ブレイロ・コーラル   | 2019年9月6日 |
| 秘密を抱えてきた生徒達は重い口を開き、闇に包まれた痛ましい真実が語られる。そして、サムエルは何故行方不明となったのか、その真相が明かされる。   |                |                         |                                       |                      |              |

### シーズン3
| 通算 話数 | タイトル               | 原題                 | 監督                   | 脚本                                   | 公開日        |
| --- | ---------------------- | -------------------- | ---------------------- | -------------------------------------- | ------------- |
| 1 | "カーラ"               | "Carla"              | ジョージ・トレグロッサ | ダリオ・マドロナ                       | 2020年3月13日 |
| ある生徒が殺され、カーラは事情聴取を受ける。時は遡り、法廷でポーロと相対するカーラ。体の異変に気づくアンデル。ナディアには、新たな出会いが。 |                        |                      |                        |                                        |               |
| 2 | "サムエルとグスマン"   | "Samuel y Guzmán"    | ジョージ・トレグロッサ | ジェイミー・ヴァカ                     | 2020年3月13日 |
| 和解の素振りを見せるグスマン。ナディアは、同じ奨学金を目指すルーを脅迫して辞退するように迫る。アンデルは、愛する人たちに本当のことを話す。   |                        |                      |                        |                                        |               |
| 3 | "カエタナとヴァレリオ" | "Cayetana y Valerio" | ダニ・デ・ラ・オーデン | アルムデナ・オカナ                     | 2020年3月13日 |
| ポーロは、学校で嫌がらせの標的に。サムエルはレベカと距離を縮める一方、警察から取引を持ち掛けられる。アンデルは、治療を止めると言い出す。     |                        |                      |                        |                                        |               |
| 4 | "ルー"                 | "Lu"                 | ダニ・デ・ラ・オーデン | カリオス・C・トーム                    | 2020年3月13日 |
| ナディアの父に意見するグスマン。ルーが開催した斬新なパーティーで、新たな恋の予感が。レベカは、金を稼ぐチャンスを生かすか否か決断を迫られる。 |                        |                      |                        |                                        |               |
| 5 | "アンデル"             | "Ander"              | ジョージ・トレグロッサ | アルムデナ・オカナ                     | 2020年3月13日 |
| 裏切り者が誰なのか、何とかして突き止めようとするレベカ。クラブの暗闇タイムで、残酷な現実が次々と明らかになってゆく。                         |                        |                      |                        |                                        |               |
| 6 | "レベカ"               | "Rebeka"             | ジョージ・トレグロッサ | カリオス・C・トーム / アンドレ・シアラ | 2020年3月13日 |
| コロンビア大学の奨学金の行方が、ついに決定。ナディアは、重大な決断を下す。サムエルはカーラを心配するあまり、ヴァリレオと仲たがいしてしまう。 |                        |                      |                        |                                        |               |
| 7 | "ナディアとオマール"   | "Nadia y Omar"       | ダニ・デ・ラ・オーデン | ジェイミー・ヴァカ                     | 2020年3月13日 |
| ついに迎えた卒業式の日。喜ぶ卒業生の傍らには、先の見えない状況に不安を覚える生徒たちもいた。ポーロは、母に処分を撤回するよう頼み込む。       |                        |                      |                        |                                        |               |
| 8 | "ポーロ"               | "Polo"               | ダニ・デ・ラ・オーデン | ダリオ・マドロナ                       | 2020年3月13日 |
| 殺人事件の夜、一体何があったのか。その真実が、ついに明らかに。警察の取り調べを受ける目撃者たちは、それぞれ容疑者の名前を口にするのだが…。    |                        |                      |                        |                                        |               |

## 製作

### 準備
2017年7月17日、Netflixはシーズン1に向けて製作を開始したと発表した。このシリーズはカルロス・モンテロとダリオ・マドロナがエクゼクティブ・プロデューサーを担当している。2018年9月には、2018年10月5日に配信がスタートすることを発表。2018年10月17日にはシーズン2の制作決定・2019年のリリースを発表している。

### 短編集
2021年6月18日のシーズン4リリースに先駆け、同年6月14日から17日にかけてそれぞれ短編3話からなる4つのシリーズの配信が予定されている。
- エリート短編集: グスマンとカエタナとレベカ
- エリート短編集: ナディアとグスマン
- エリート短編集: オマールとアンデルとアレクシス
- エリート短編集: カーラとサムエル

## レセプション

### 視聴数
2019年1月17日、Netlfixはこのシリーズがリリース開始月に2000万人以上の視聴者を達成したことを発表している。

### レビューサイトでの評価
海外の有名レビューサイト『ロッテン・トマト』では 8.4 / 10 の高評価を得ている。